# Église réformée Emmanuel de Jakarta
L'église réformée d'Emmanuel, en indonésien Gereja Immanuel et anciennement Willemskerk, est un lieu de culte protestant réformé situé dans le quartier de Gambir à Jakarta. Elle est considérée comme l'une des plus anciennes églises d'Indonésie.
La paroisse est la seule à encore célébrer certains de ses cultes en néerlandais, en plus de l'indonésien et de l'anglais. Elle est membre de Église protestante en Indonésie occidentale (GPIB), membre de l'Église protestante en Indonésie.

## Histoire

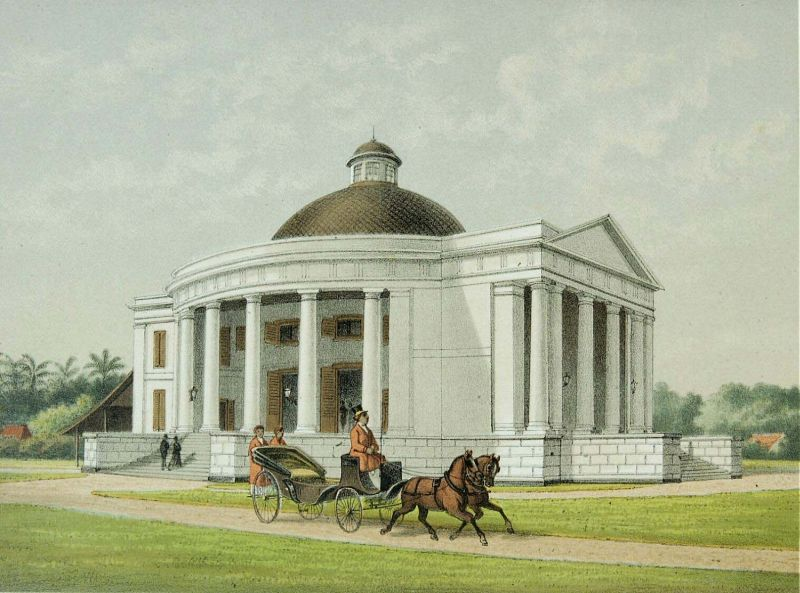
Lithographie de la fin du XIXe siècle représentant l'église Emmanuel.

La construction du temple protestant commence en 1834, selon les plans de J.H. Horst. La pose de la première pierre a lieu le 24 août 1835 et l'achèvement exactement quatre ans plus tard. L'église est appelée Willemskerk en l'honneur du roi Guillaume Ier des Pays-Bas. Il est considéré comme l'un des premiers bâtiments municipaux de la Koningsplein, aujourd'hui renommée la place Merdeka.
En 1843, un orgue Bätz est installé. Il est restauré en 1985.
L'église conserve également une Bible d'État néerlandaise imprimée en 1748 par Nicolaas Goetzee de Gorinchem.

## Architecture
L'église est entièrement en briques, dans le style Empire des Indes. L'église a un plan circulaire d'un diamètre de 9,5 mètres recouvert de carreaux de marbre gris.
Sa façade comporte un portique à colonnes et frontons en pierre. Les portes sont en teck massif décorées de ferronneries en laiton. Le dôme est gris-brun foncé, surmonté d'une coupole blanche à panneaux vitrés surmontée d'un modèle réduit du même dôme. Les autres côtés ont des piliers blancs et de hautes corniches blanches. Les saillies du toit plat sont revêtues de pierre.
A l'intérieur, les chaises sont disposées en cercle, avec le pupitre d'État utilisé par le gouverneur de Batavia.

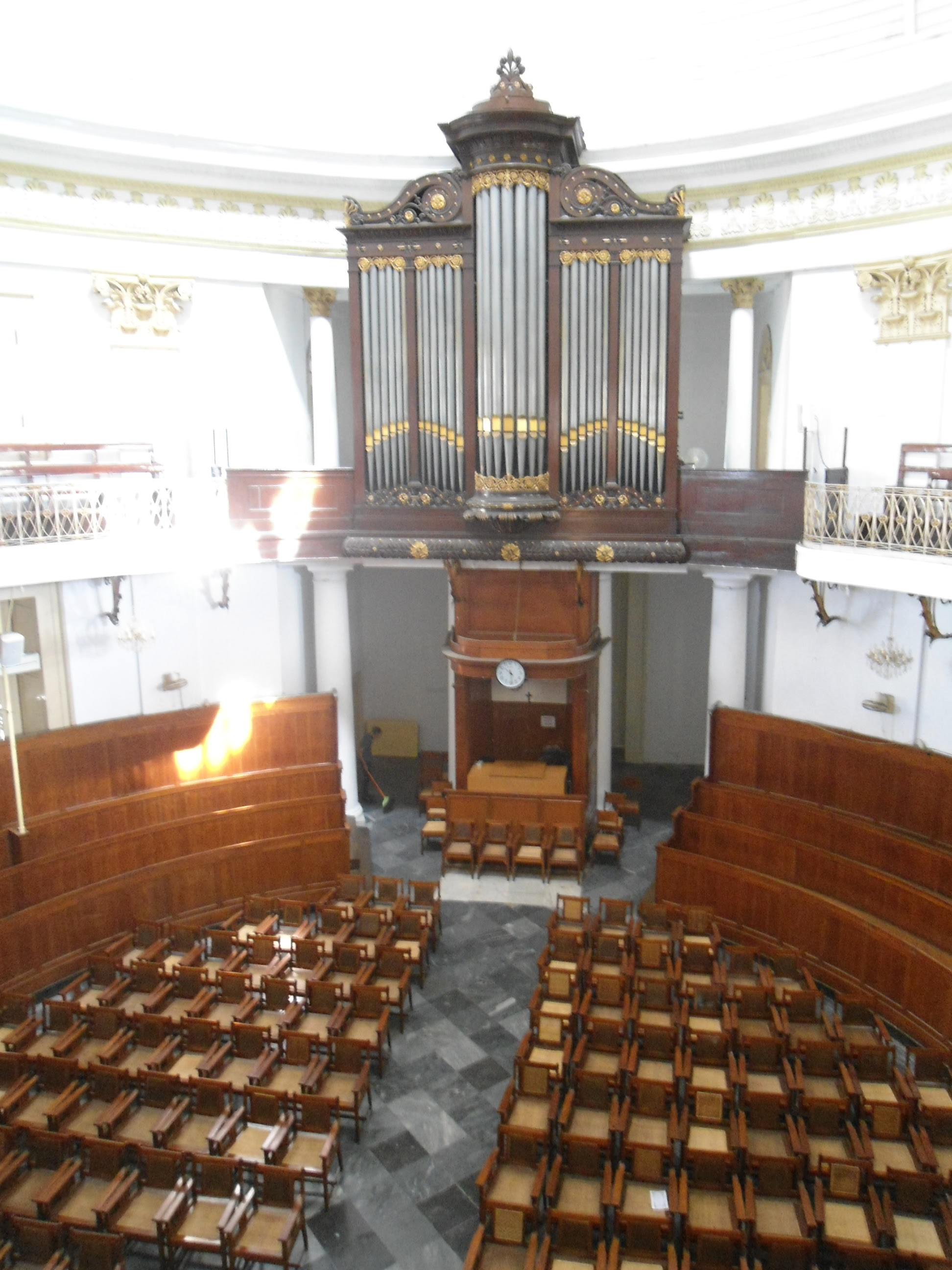
Orgue
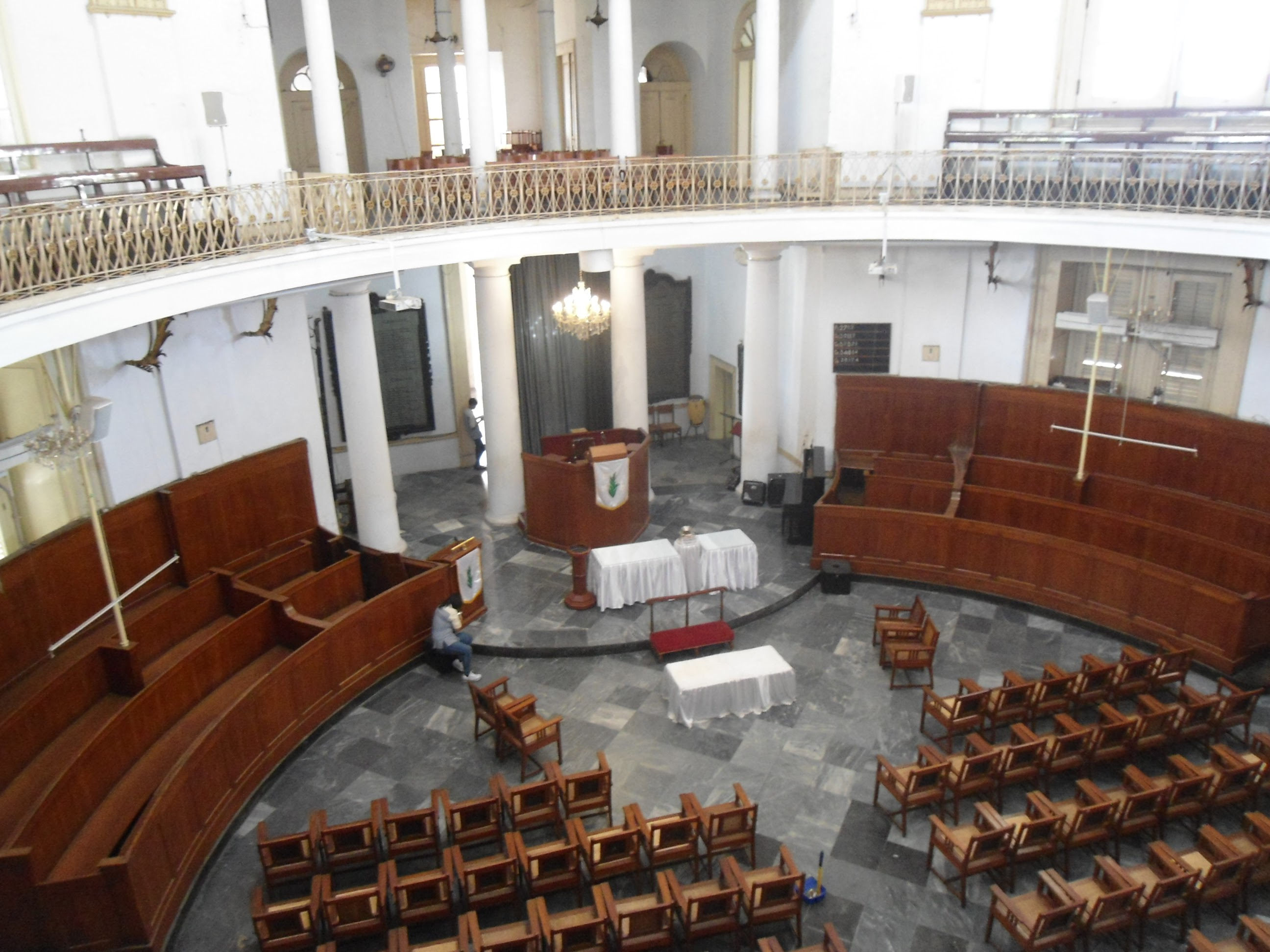
Table de communion.